# Eisenbahnunfall von Flaujac
Der Eisenbahnunfall von Flaujac war ein Frontalzusammenstoß am 3. August 1985 nahe dem Bahnhof Flaujac-Gare im Südwesten Frankreichs mit 35 Todesopfern. Ursache war ein Kommunikationsfehler der Fahrdienstleiter zweier benachbarter Bahnhöfe.

## Ausgangslage
Der Bahnhof Flaujac lag an der eingleisigen Bahnstrecke Brive-la-Gaillarde–Toulouse-Matabiau. Die Fahrdienstleiter waren in den benachbarten Bahnhöfen Assier und Gramat stationiert. Am Tag des Unfalls war einer der Fahrdienstleiter als Aushilfe tätig. Die Zugsicherung erfolgte ausschließlich durch Zugmeldebetrieb zwischen den Fahrdienstleitern.
In gegenläufiger Richtung verkehrte der Schnellzug 6153 von Paris nach Capdenac und ein Triebwagen, der als Nahverkehrszug 7924 von Rodez nach Brive unterwegs war. Letzterer hatte einen planmäßigen Halt in Flaujac.

## Unfallhergang
Die beiden Fahrdienstleiter kommunizierten nicht gemäß dem Regelwerk miteinander. Es kam zu einem Missverständnis, so dass der Nahverkehrszug Ausfahrt aus dem Bahnhof Flaujac erhielt, obwohl sich der Schnellzug noch auf der Strecke befand und ihm entgegenkam. Es folgte ein Frontalzusammenstoß.

## Folgen
35 Menschen starben, 165 wurden verletzt, 29 davon schwer.